# Bigmouth Strikes Again
«Bigmouth Strikes Again» - en españolː "El Bocazas ataca de nuevo" o "El bocón ataca de nuevo", (haciendo referencia a una persona entrometida) - es una canción de The Queen Is Dead, tercer disco de la banda británica The Smiths. Fue el primer sencillo de ese álbum, llegando al número 26 en las listas británicas en 1986. Fue también la última canción de Rank, único álbum en vivo de la banda.
La letra de la canción hace referencia a Juana de Arco en el verso «And now I know how Joan of Arc felt» («Y ahora sé como se sintió Juana de Arco»), comparación que «encajaba perfectamente con la imagen sexualmente ambigua que [el cantante del grupo] Morrissey tenía en aquel momento».
La voz que hace coros en un tono más alto durante ciertas partes de la canción es la de Morrissey con un pitch más alto; sin embargo, en el sencillo el coro fue acreditado a Ann Coates, lo que sería una referencia a Ancoates, el área de Mánchester de donde la banda es oriunda.

## Música y letras
Durante la canción, el protagonista se compara con Juana de Arco cuando dice "ahora sé cómo se sintió Juana de Arco", y también "las llamas subieron hasta su nariz romana". En actuaciones recientes en solitario, Morrissey ha cambiado la letra de la frase "y su Walkman comenzó a derretirse", sustituyendo la palabra "walkman" a la más actual tecnológicamente "iPod". Morrissey incluyó además en la letra "y su audífono comenzó a derretirse", como un tributo a los fanes de la banda con discapacidad auditiva.
Inicialmente, la banda le había pedido a Kirsty MacColl que contribuyera con los coros, pero Marr encontró sus armonías "realmente raras" y se quedaron fuera de la grabación final. En cambio, los coros fueron grabados por Morrissey y alterados a un tono más alto. Esto se le atribuye a "Ann Coates", una referencia al distrito de Ancoats en Mánchester.

## En directo
La canción debutó en directo el 22 de septiembre de 1985, en un concierto celebrado en el Magnum Leisure Centre de Irvine, Escocia, en el marco del "Meat Is Murder Tour", gira que promocionaba el álbum anterior al que contenía la canción. Se mantuvo durante casi todo el "The Queen Is Dead Tour". Sin embargo, su presencia en directo fue muy corta, debido a que el grupo se separó en 1987. La última vez que el grupo la interpretó en directo fue en el "Concierto Benéfico de Artistas contra el Apartheid", celebrado el 12 de diciembre de 1986 en la Brixton Academy de Londres.
Morrissey recuperó la canción para su gira "You Are The Quarry Tour" de 2004, 18 años después de haberse tocado en un concierto de The Smiths. No volvió a interpretarla más, salvo en una ocasión en 2016. También Johnny Marr comenzó a tocarla en solitario a partir de 2013, y ha formado parte de su repertorio hasta la actualidad.

## Versiones
Entre las bandas que han hecho versiones de «Bigmouth Strikes Again» se encuentran Placebo (quienes lo editaron como lado B de su sencillo «Nancy Boy»), Treepeople, The Entertainment System, la banda chilena Los Tres —en su disco Coliumo (2010), en el coro del primer tema, «El hocicón» (haciendo referencia al modismo chileno del «hocicón», alguien que habla mucho)—, y Slapshot.

## Lista de temas
| 7" RT192 |        |          |  |
| N.º      | Título | Duración |  |

| 12" RTT192 |                            |          |  |
| N.º        | Título                     | Duración |  |
| 1.         | «Bigmouth Strikes Again»   | 3:12     |  |
| 2.         | «Money Changes Everything» | 4:40     |  |
| 3.         | «Unloveable»               | 3:54     |  |

## Arte de tapa
Fotografía de James Dean tomada por Nelva Jean Thomas.